# Drug Safety
Drug Safety ist eine wissenschaftliche Fachzeitschrift, die vom Verlag Springer International Publishing angeblich in Kooperation mit dem Adis-Verlag veröffentlicht wird. Die Adis International Limited ist zwar in Auckland in Neuseeland registriert, gehört aber zu 100 % der Springer SBM International GmbH mit Sitz in Berlin.
In dem Journal werden Arbeiten aus den Bereichen Pharmakovigilanz, Pharmakoökonomie, Nutzen-Risiko-Bewertung und Anwendungsfehler der Medikation in einer monatlichen Erscheinungsweise veröffentlicht. Der Impact Factor des Magazins lag im Jahr 2017 bei 3,435.
Nach der Statistik des ISI Web of Knowledge wird das Journal mit diesem Impact Factor in der Kategorie Public Health und Arbeits- und Umweltmedizin an 35. Stelle von 162 Zeitschriften, in der Kategorie Pharmakologie und Pharmazie an 95. Stelle von 254 Zeitschriften und in der Kategorie Toxikologie an 32. Stelle von 87 Zeitschriften geführt.